# Christian Gorm Tortzen
Christian Gorm Tortzen (født 10. juli 1951 i Hillerød) er klassisk filolog og fagbogsforfatter. Han har været ansat som lektor på Helsingør Gymnasium og været censor og ekstern lektor på Københavns Universitet.
Han er søn af bibliotekar Vibeke Dilling (1925-2017) og lektor, dr.phil. Christian Tortzen (1925-2012), der underviste i historie på RUC.
Gorm Tortzen blev klassisksproglig student fra Frederiksborg Statsskole i 1970 og cand.mag. i klassisk filologi fra Københavns Universitet i 1978. Allerede efter bestået første del underviste han som vikar i gymnasiet i sine fag: græsk, latin, oldtidskundskab og religion, og efter bestået skoleembedseksamen blev han fast lærer på Helsingør Gymnasium.
1984-1995 var han censor og fra 1995 ekstern lektor ved Institut for Græsk og Latin ved Københavns Universitet.
Formand for opgavekommissionen i græsk til studentereksamen. Præsidiemedlem i den fælleseuropæiske organisation for græsklærere Amfikyonia. Fagkonsulent og forfatter ved Den Store Danske Encyklopædi 1991-2001.
Han har udgivet et lærebogssystem i græsk (1994-97) og sammen med lektor Bent Christensen en lærebog i latin (1997-2003), oversættelser og udvalg af klassiske græske forfattere og af naturvidenskabelige grundskrifter samt talrige værker inden for klassiske sprog, mytologi m.v.
I 2020 udgav Chr. Gorm Tortzen sammen med sin kollega fra Helsingør Gymnasium Bent Christensen en ny udgave af klassikeren Jens Theodor Jensen & Martin Julius Goldschmidt: Latinsk-dansk Ordbog 1884-86. Den fandtes i fotografiske genoptryk af udgaven fra 1920 med gotiske trykbogstaver, som er mindre tilgængelig for nutidige læsere.

## Eksterne links
- AIGIS Festskrift ved Gorms 60-års fødselsdag. Online
- Om Platon-projektet (Kristeligt Dagblad)